# ایرینا نیکولوچینا
ایرینا نیکولوچینا (بلغاری: Ирина Никулчина؛ زادهٔ ۸ دسامبر ۱۹۷۴ در رازلوگ، بلغارستان) ورزشکار بازنشستهٔ بلغاری است که در رشته‌های اسکی صحرانوردی و بیاتلون فعالیت داشته است. او در چهار دوره از بازی‌های المپیک زمستانی شرکت کرده و در المپیک ۲۰۰۲ سالت‌لیک‌سیتی، مدال برنز مسابقهٔ تعقیبی ۱۰ کیلومتر بیاتلون را کسب کرده است.

### دوران حرفه‌ای

#### اسکی صحرانوردی
نیکولوچینا فعالیت حرفه‌ای خود را در رشتهٔ اسکی صحرانوردی آغاز کرد و در المپیک‌های زمستانی ۱۹۹۴ لیلهامر و ۱۹۹۸ ناگانو در این رشته شرکت نمود. در المپیک ۱۹۹۸، بهترین نتیجهٔ او در این رشته، کسب رتبهٔ ۲۸ در مسابقهٔ ۳۰ کیلومتر بود.

#### بیاتلون
پس از تغییر رشته به بیاتلون، نیکولوچینا در المپیک ۲۰۰۲ سالت‌لیک‌سیتی، مدال برنز مسابقهٔ تعقیبی ۱۰ کیلومتر را به دست آورد. در این رقابت، او با زمان ۳۱ دقیقه و ۱۵.۸ ثانیه و با دو خطا در تیراندازی، سوم شد. Wikipedia
او همچنین در المپیک زمستانی ۲۰۰۶ تورین در رشتهٔ بیاتلون شرکت کرد.

### افتخارات
- مدال برنز المپیک: ۲۰۰۲ سالت‌لیک‌سیتی، بیاتلون، ۱۰ کیلومتر تعقیبی
- مدال نقره قهرمانی اروپا: ۲۰۰۶ لانگدورف، بیاتلون، مسابقهٔ تیمی
- مدال برنز قهرمانی اروپا: ۲۰۰۷ بانسکو، بیاتلون، ۱۰ کیلومتر تعقیبی

### اطلاعات شخصی
- قد: ۱۷۲ سانتی‌متر
- وزن: ۵۵ کیلوگرم
- اقامتگاه: بانسکو، بلغارستان
- زبان: بلغاری
- علایق: تنیس